# Ковтун, Алексей Максимович
Алексей Максимович Ковтун — советский хозяйственный, государственный и политический деятель, горнорабочий очистного забоя шахты № 40 треста «Селидовуголь» комбината «Донецкуголь» Министерства угольной промышленности Украинской ССР, Донецкая область. Герой Социалистического Труда.

## Биография
Родился 17 ноября 1921 году на шахте 18/20 Красноармейского района Донецкой области. 
Участник Великой Отечественной войны, командир орудия танка КВ 2-го танкового батальона 6-й гвардейской танковой бригады. С 1943 года — на хозяйственной, общественной и политической работе. В 1944—1946 гг. — наладчик танковых двигателей Челябинского танкового завода, участник восстановления Донбасса. С 1947—1989 гг. горнорабочий очистного забоя шахты № 40 треста «Селидовуголь» комбината «Донецкуголь» Министерства угольной промышленности Украинской ССР. Член КПСС.
Указом Президиума Верховного Совета СССР от 29 июня 1966 года присвоено звание Героя Социалистического Труда с вручением ордена Ленина и золотой медали «Серп и Молот».
В последующие годы продолжал показывать высокие трудовые результаты в добыче угля, соревнуясь с горняком Фёдором Ивочкиным с шахты № 38/10 треста «Селидовуголь». Неоднократно занимал первые места в социалистическом соревновании среди шахтёров Селидовского района.
Награждён «Орденом Трудового Красного Знамени», Орденом «Октябрьской Революции», медалью «За Оборону Киева». Полный кавалер Ордена «Шахтёрской Славы»
Умер 19 ноября 2011 года.